# Super Bowl XII
Il Super Bowl XII fu una partita di football americano tra i campioni della National Football Conference (NFC), i Dallas Cowboys, e quelli della American Football Conference (AFC),i Denver Broncos, per decidere il campione della National Football League (NFL) per la stagione 1977. I Cowboys sconfissero i Broncos 27–10 vincendo il loro secondo Super Bowl. La sfida si tenne il 15 gennaio 1978 al Louisiana Superdome di New Orleans, Louisiana. Fu il primo Super Bowl disputatosi in uno stadio al coperto e il primo trasmesso in prima serata.

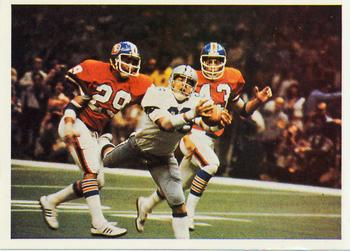
Una fase di gioco del Super Bowl XII

La gara vide affrontarsi il quarterback dei Cowboys Roger Staubach e il suo predecessore, Craig Morton. Guidata da Staubach e dalla loro difesa soprannominata Doomsday Defense, Dallas giunse al suo quarto Super Bowl dopo un record di 12–2 nella stagione regolare e vittorie nei playoff contro Chicago Bears e Minnesota Vikings. I Broncos, guidati da Morton e dalla Orange Crush Defense, si qualificarono per il primo Super Bowl della loro storia dopo un bilancio di 12–2 nella stagione regolare e vittorie nei playoff contro Pittsburgh Steelers e Oakland Raiders.
La difesa dei Cowboys dominò la maggior parte del Super Bowl XII, forzando otto palloni persi e concedendo solamente otto passaggi completati per 61 yard ai Broncos. Due intercetti portarono a segnare dieci punti nel primo tempo. La più lunga giocata di Denver fu di 21 yard e fu nel drive di apertura. Dallas estese il suo vantaggio a 20–3 nel terzo quarto quando il wide receiver Butch Johnson ricevette in tuffo nella end zone un passaggio da touchdown da 45 yard. Denver accorciò a 20–10, dopo che un inefficace Morton fu sostituito da Norris Weese nel finale del terzo periodo, ma Dallas scappò nel punteggio quando il fullback Robert Newhouse passò un touchdown da 29 yard al ricevitore Golden Richards.
Per la prima e unica volta, due giocatori condivisero il premio di MVP del Super Bowl: il defensive tackle Randy White e il defensive end Harvey Martin. Fu la prima volta che un defensive lineman vinceva tale riconoscimento.

## Formazioni titolari
| Dallas           | Ruolo    | Denver          |
| ---------------- | -------- | --------------- |
| Attacco          |          |                 |
| Butch Johnson    | WR       | Jack Dolbin     |
| Ralph Neely      | LT       | Andy Maurer     |
| Herbert Scott    | LG       | Tom Glassic     |
| John Fitzgerald  | C        | Mike Montler    |
| Tom Rafferty     | RG       | Paul Howard     |
| Pat Donovan      | RT       | Claudie Minor   |
| Billy Joe Dupree | TE       | Riley Odoms     |
| Drew Pearson     | WR       | Haven Moses     |
| Roger Staubach   | QB       | Craig Morton    |
| Tony Dorsett     | RB       | Otis Armstrong  |
| Robert Newhouse  | FB       | Jon Keyworth    |
| Defense          |          |                 |
| Ed Jones         | LE       | Barney Chavous  |
| Jethro Pugh      | LDT/NT   | Rubin Carter    |
| Randy White      | RDT/RE   | Lyle Alzado     |
| Harvey Martin    | RE/LOLB  | Bob Swenson     |
| Thomas Henderson | LOLB/ILB | Joe Rizzo       |
| Bob Breunig      | MLB/ILB  | Randy Gradishar |
| D.D. Lewis       | ROLB     | Tom Jackson     |
| Benny Barnes     | LCB      | Louis Wright    |
| Aaron Kyle       | RCB      | Steve Foley     |
| Charlie Waters   | SS       | Billy Thompson  |
| Cliff Harris     | FS       | Bernard Jackson |